# Аксентије Мародић
Аксентије Мародић Шаца (Суботица, 20. фебруар 1838 — Нови Сад, 20. март 1909) био је српски академски сликар. Мародић је представник романтизма и академизма.

## Биографија
Рођен је у Суботици у улици Ватрослава Лисинског број 9, од оца Максима, кројача, и мајке Љубице. У Суботици је живео до тринаесте године. Након завршетка два разреда Гимназије, прешао је да живи у Сенту где је учио да слика код Петра Пилића од 1851. до 1855. Затим одлази у Карлово код Николе Алексића који је сликао иконостас. 1857. године је обновио и икону Крунисање Богородице у капели на Бунарићу. После годину дана враћа се у Суботицу где је био до 1858. Лазар Томановић је записао да се при крштењу наследника (сина кнез Николе) на свесрпској скупштини на Цетињу, међу осталима нашао и Мародић. Он није престајао говорити о мушкој лепоти Петра Вукотића, какву није видео ни на сликама. Поредио га са Његошем, о којем се исто говорило.
Томановић је писао да је Мародић сликао иконе за иконостас у манастиру Ковиљ, а Рудолф Хорват наводи да се од осталих, његове иконе истичу уметничком вредношћу, у манастиру Привина Глава. Ово осликавање иконостаса је био и његов највећи подухват. Пре усташког пљачкања манастира Привине Главе, у трпезарији су поред осталих биле и три слике Аксентија Мародића. Портрет Теофана Косовца, Победа добра над злим (1880) и Арханђел Михаило (исти као у манастиру Ковиљ). У манастиру је било једно Аксентијево писмо Теофану Косовцу у којем му захваљује на посланој помоћи за студије и поздравља Петровиће. Мародић је ту проводио школске ферије и из благодарности је насликао слике за манастир. Насликао је и Распеће за цркву у Шиду (до данас сачувано), које је Јулка Горјанчевић, учитељица у Шиду, поклонила шидској цркви.
Почетком шездесетих година прелази у Беч, где је до 1866. студирао. Касније је изабран за члана књижевног одељења Матице српске, где је сликао портрете Матичиних добротвора.
Побратимио се се Лазаром Томановићем.
Улица у Суботици носи његово име. Његова родна кућа је данас заштићени споменик културе од великог значаја.

## Галерија
- Гроб Аксентија Мародића
- Вук Караџић, 1863
- Бајо Пивљанин убија Турчина, 1878
- Стеван Брановачки
- Теодор Павловић
- Јован Суботић
- Платон Атанацковић
- Петар Костић
- Петар Коњевић
- Човек са колиром, 1866. година
- Студија мушке главе 1866. година
- Амор 1866. година
- Студија мушкарца са ренесансним шеширом, 1866. година